# Дерекенд (Ходжавендский район)
Дерекенд (азерб. Dərəkənd), до 1992 года — Замзур (азерб. Zamzur) — село в Ходжавендском районе Азербайджана. Является центром Дерекендского сельского административно-территориального округа.

## Этимология
На 1933 год в административно-территориальном делении упоминается населённое место Замур (азерб. Zamur) в составе одноимённого сельсовета. В последуюшие годы село в административно-территориальном делении упоминалось как Замзур (азерб. Zamzur), а затем в 1992 году было переименовано в Дерекенд (азерб. Dərəkənd).
Бывшее название села Замзур происходит от армянского названия Цамдзор, где значение первой части топонима не ясна, а окончание «дзор» в переводе с армянского означает ущелье.
Согласно Энциклопедическому словарю топонимов Азербайджана, после того, как в 19 веке здесь поселились армяне, село назвали Замзур, zam/çam (зам/чам) на древних тюркских языках означает «болото», зур — «долина» в иранских языках).
В 1992 году село было переименовано в Дерекенд из-за своего расположения (азерб. dərə — «долина» и азерб. kənd — «село»).

## География
Село Дерекенд является центром Дерекендского сельского административно-территориального округа Ходжавендского района. Село Шахйери также входит в Дерекендский административно-территориальный округ.
Село Дерекед расположено в юго-западных подножиях Карабахского хребта, в 48 км к юго-западу от посёлка Гадрут, в 59 км от районного центра — города Ходжавенд.
Площадь земель села Дерекенд составляет 3799,52 га. Оно расположен на высоте 850 м над уровнем моря. Село горное, имеет площадь 3799,52 га, из них 1300,17 га сельскохозяйственные, 2461,5 га лесные угодья.

## История
Епископ Армянской Апостольской церкви Макар Бархударянц пишет о селе Дерекенд:
— "Жители — коренные, дымов 100, душ — 620. Церковь Св. Богородицы каменная, построена в 1698 году, длина — 18 м, ширина — 12. В селе три священника. К северо-западу от села построена небольшая часовня «Андин дзерк», на месте, где неверные отрезали руку Св. Шагаха." (М. Бархударянц).
До вхождения в составе Российской империи село входило в состав Дизакского магала Карабахского ханства.
В советский период село называлось Замзур и являлось центром Замзурскорго сельсовета Гадрутского района Нагорно-Карабахской автономной области (НКАО) Азербайджанской ССР.
2 сентября 1991 года на совместной сессии Нагорно-Карабахского областного и Шаумяновского районного Советов народных депутатов была принята Декларация о провозглашении Нагорно-Карабахской Республики в границах Нагорно-Карабахской автономной области (НКАО) и сопредельного Шаумяновского района Азербайджанской ССР.
26 ноября 1991 года Верховный Совет Азербайджанский Республики принял Закон "Об упразднении Нагорно-Карабахской автономной области Азербайджанской Республики". В этом Законе помимо упразднения Нагорно-Карабахской Автономной Области (НКАО), было постановлено в том числе также и переименование Мартунинского района в Ходжаведский, упразднение Гадрутского района и присоединение территории Гадрутского района в состав Ходжавендского района. Решением Милли Меджлиса Азербайджанской Республики № 428 от 29 декабря 1992 года село Замзур Ходжавендского района было названо Дерекенд. В настоящее время это село Дерекенд и является центром Дерекендского сельского административно-территориального округа Ходжавендского района Азербайджана.
В результате Карабахского конфликта село в октябре 1992 года попало под контроль непризнанной Нагорно-Карабахской Республики (НКР). Согласно административно-территориальному делению непризнанной республики село называлось Цамдзор (арм. Ծամձոր) и входило в состав Гадрутского района НКР.
В результате Второй Карабахской войны, Азербайджан восстановил контроль над селом 9 октября 2020 года.

## Памятники истории и культуры
Объекты исторического наследия в селе и его окрестностях включают кладбище 16-19 веков, церковь Сурб Аствацацин (арм. Սուրբ Աստվածածին, «Святая Богородица»), построенная в 1696 году, мост 18-19 века и водохранилище 19 века.
На одном из встроенных в стену над входом двух камней имеется дата строительства церкви — 1696 год, на другом — 1818-й. Последняя, видимо, является датой ремонта. В стены встроены хачкары и одно надгробие с надписью.
В советские годы церковь использовали в хозяйственных целях. Состояние до, во время и после войны церковь находилась в хорошем состоянии. Во время вооруженных действий первой и второй карабахских войн она не пострадала.
В советский период в селе был поставлен памятник в честь погибших соотечественников в Великой Отечественной войне.

### Мост Смботани («Трехнери кап»).
Мост находится в 1,6 км к югу от села Дерекенд Ходжавендского района. Никакой информацией о мосте мы не располагаем, и сам памятник лишен каких-либо надписей. Согласно С. Карапетяну, он был построен в 20-м веке (Карапетян, «Мосты Арцаха», 2009). Мост однопролётный. Длина пролета — 4,15 м, ширина — 3,28 м. Фундамент моста заложен на скалах по обе стороны русла. Построен из базальта и известняка, скреплённых известковым раствором.

## Климат
Климат мягкий, жаркий, полувлажный, среднегодовая температура +10 градусов. Летом жарко, температура июля достигает от +16 до +20 градусов, максимальная температура +36 градусов. Зима умеренно холодная, средняя температура января −15 градусов. Годовое количество осадков составляет 500—600 мм.

## Население
По данным 1895 года, население села составляло 620 армянских жителей, по данным 1907 года — 917 человек, в 1915 году население составляло 1082 человека, в основном армян. По данным переписи 2005 года — 54 человек, по данным 2010 года — 42 человека, в 2015 г. — 47 жителей.
| Год       | 1895 | 1907 | 1915 | 2005 | 2010 | 2015 |
| Население | 620  | 917  | 1082 | 56   | 42   | 47   |

## Экономика
В докофликтный период население села занималось земледелием и животноводством, в селе были восьмилетняя школа, клуб, библиотека, родильный пункт, в советский период в селе были также киноустановка, медицинский пункт.